# 平口美鶴
平口美鶴（ひらぐち みつる、1960年5月5日 - ）は、静岡県出身の元新体操選手。
1975年にスペインのマドリードで行われた世界新体操選手権ではフープで金メダル、個人総合で9位団体でも銀メダルを獲得した。ただし、この大会ではブルガリア、ソビエト連邦、東ドイツは不参加であった。